# Erzbistum Brisbane
Das Erzbistum Brisbane (lat. Archidioecesis Brisbanensis, engl. Archdiocese of Brisbane) ist ein römisch-katholisches Erzbistum mit Sitz in Brisbane, Australien.

## Geschichte
Papst Pius IX. errichtete das Bistum Brisbane am 12. April 1859 aus dem Erzbistum Sydney heraus. Erster Bischof war der Ire James Quinn (1819–1881). 1877 wurde das Apostolische Vikariat Queensland ausgegründet, ab 1941 das Bistum Cairns. 1882 erfolgte die Ausgründung des Bistums Rockhampton.
Am 10. Mai 1887 erfolgte durch Papst Leo XIII. die Erhebung des bisherigen Bistums Brisbane zum Erzbistum. 1929 erfolgte die Ausgründung des Bistums Toowoomba. Das Suffraganbistum Townsville wurde 1930 aus dem Bistum Rockhampton heraus gegründet.

## Erzbistum
Die Erzdiözese Brisbane reicht im Süden von der Grenze der Bundesstaaten Queensland und New South Wales und führt nördlich ca. 350 km entlang der Ostküste und der Sunshine Coast von Queensland über Gin Gin bis Maryborough. Im Westen erreicht das Gebiet der Erzdiözese Eidsvold und Gatton und verläuft in südlicher Richtung über Auburn und Blackbutt bis hinunter nach McPherson Range an der Grenze Queensland / New South Wales.

## Ordinarien
- James Quinn, 1859–1881
- Robert Dunne, 1882–1917
- James Duhig, 1917–1965
- Patrick Mary O’Donnell, 1965–1973
- Francis Roberts Rush, 1973–1991
- John Bathersby, 1991–2011
- Mark Coleridge, seit 2012